# Erik Raab
Carl Erik Gustaf Raab, född 5 oktober 1907 i Skånela socken, död 28 september 1993 i Karlshamn, var en svensk friherre och officer i Flygvapnet.

## Biografi
Raab började sin militära karriär vid infanteriet i Armén. Han blev fänrik vid Svea livgarde (I 1) 1930, underlöjtnant 1932 och  löjtnant 1934. Sistnämnda år övergick Raab som fanjunkare till Flygvapnet. Han befordrades till kapten 1940, till major 1944, till överstelöjtnant 1946 och till överste 1951. Åren 1940–1941 var Raab chef för inköpskommissionen för inköp av flygplan från Italien. Åren 1942–1943 var han divisionschef vid Kalmar flygflottilj (F 12). Åren 1949–1963 var Raab flottiljchef för Södertörns flygflottilj (F 18). Raab avgick som överste 1963. Efter sin avgång var han verkställande direktör för Katrineholms takpannefabrik, Stentorps fabrik och Oskar Karlssons byggnadskatiebolag. Han var även egenföretagare med företaget Raabs villaservice. 
Erik Raab var son till August Raab och Hilda Lindström. Han gifte sig 1936 med Ulla Swartling. Tillsammans fick de tre barn, Gunilla, Claes och Nils-Erik.

## Utmärkelser
- Riddare av Svärdsorden, 1946.[1]
- Kommendör av Svärdsorden, den 6 juni 1955.[2]
- Kommendör av första klass av Svärdsorden, 6 juni 1959.[3]